# Saint-Lambert (Yvelines)
Pour les articles homonymes, voir Saint-Lambert.
Saint-Lambert, parfois appelée Saint-Lambert-des-Bois, est une commune française située dans le département des Yvelines, en région Île-de-France.

## Géographie

### Localisation
La commune fait partie du parc naturel régional Haute Vallée de Chevreuse.

### Communes limitrophes
- Magny-les-Hameaux,
- Milon-la-Chapelle
- Saint-Forget,
- Chevreuse,
- Dampierre-en-Yvelines,
- Le Mesnil-Saint-Denis.

### Hydrographie
La commune est traversée par le Rhodon.

### Hameaux de la commune
Il y a deux hameaux reliés à cette commune : 
- la Brosse, en sortant du Mesnil-Saint-Denis vers le sud. On peut passer par la Brosse pour aller au château de la Madeleine.
- le Vaumurier, en sortant du village vers le site de Port Royal, de l'autre côté de la D 91.

### Transports et voies de communications

#### Réseau routier
Saint-Lambert est accessible par la D 91 et par la D 46.

#### Bus
Les dimanches et jours fériés, le village de Saint-Lambert se trouve sur le passage du Baladobus, organisé par le PNR.

### Climat
Pour des articles plus généraux, voir Climat de l'Île-de-France et Climat des Yvelines.
En 2010, le climat de la commune est de type climat océanique dégradé des plaines du Centre et du Nord, selon une étude du CNRS s'appuyant sur une série de données couvrant la période 1971-2000. En 2020, Météo-France publie une typologie des climats de la France métropolitaine dans laquelle la commune est exposée à un climat océanique altéré et est dans la région climatique Sud-ouest du bassin Parisien, caractérisée par une faible pluviométrie, notamment au printemps (120 à 150 mm) et un hiver froid (3,5 °C).
Pour la période 1971-2000, la température annuelle moyenne est de 10,9 °C, avec une amplitude thermique annuelle de 15,1 °C. Le cumul annuel moyen de précipitations est de 703 mm, avec 11,3 jours de précipitations en janvier et 8,1 jours en juillet. Pour la période 1991-2020, la température moyenne annuelle observée sur la station météorologique la plus proche, située sur la commune de Choisel à 5 km à vol d'oiseau, est de 11,1 °C et le cumul annuel moyen de précipitations est de 709,1 mm,. Pour l'avenir, les paramètres climatiques de la commune estimés pour 2050 selon différents scénarios d'émission de gaz à effet de serre sont consultables sur un site dédié publié par Météo-France en novembre 2022.
| Mois                                  | jan.             | fév.             | mars           | avril         | mai           | juin           | jui.           | août          | sep.         | oct.          | nov.            | déc.             | année      |
| ------------------------------------- | ---------------- | ---------------- | -------------- | ------------- | ------------- | -------------- | -------------- | ------------- | ------------ | ------------- | --------------- | ---------------- | ---------- |
| Température minimale moyenne (°C)     | 1,3              | 1                | 3,1            | 5             | 8,4           | 11,4           | 13,2           | 13            | 10,1         | 7,4           | 4,1             | 1,6              | 6,6        |
| Température moyenne (°C)              | 4                | 4,4              | 7,5            | 10,1          | 13,8          | 17             | 19,2           | 19            | 15,4         | 11,6          | 7,2             | 4,2              | 11,1       |
| Température maximale moyenne (°C)     | 6,7              | 7,7              | 11,9           | 15,3          | 19,2          | 22,6           | 25,1           | 25            | 20,8         | 15,8          | 10,4            | 6,9              | 15,6       |
| Record de froid (°C) date du record   | −14,2 14.01.1979 | −13,5 07.02.1991 | −10,4 13.03.13 | −4,5 15.04.19 | −1 07.05.1997 | 2,2 04.06.1991 | 4,9 19.07.1974 | 4,3 21.08.14  | 1,8 30.09.12 | −4 30.10.1997 | −9,5 24.11.1998 | −10,6 29.12.1996 | −14,2 1979 |
| Record de chaleur (°C) date du record | 15,5 27.01.03    | 18,5 24.02.1990  | 24 29.03.1989  | 28 21.04.18   | 31,6 28.05.17 | 36,4 27.06.11  | 37,5 01.07.15  | 39,5 06.08.03 | 33 05.09.13  | 28,5 03.10.11 | 21 08.11.15     | 16,5 07.12.00    | 39,5 2003  |
| Précipitations (mm)                   | 61,4             | 51,7             | 51,5           | 48,9          | 67,8          | 61,5           | 52,4           | 56,3          | 51,6         | 65,8          | 64,7            | 75,5             | 709,1      |

## Urbanisme

### Typologie
Au 1er janvier 2024, Saint-Lambert est catégorisée commune rurale à habitat dispersé, selon la nouvelle grille communale de densité à sept niveaux définie par l'Insee en 2022.
Elle est située hors unité urbaine. Par ailleurs la commune fait partie de l'aire d'attraction de Paris, dont elle est une commune de la couronne,. Cette aire regroupe 1 929 communes,.

### Occupation des solssimplifiée
Le territoire de la commune se compose en 2017 de 90,27 % d'espaces agricoles, forestiers et naturels, 5,37 % d'espaces ouverts artificialisés et 4,36 % d'espaces construits artificialisés.

### Occupation des sols détaillée
Le tableau ci-dessous présente l'occupation des sols de la commune en 2018, telle qu'elle ressort de la base de données européenne d’occupation biophysique des sols Corine Land Cover (CLC).
| Type d’occupation                             | Pourcentage | Superficie (en hectares) |
| --------------------------------------------- | ----------- | ------------------------ |
| Tissu urbain discontinu                       | 3,4 %       | 26                       |
| Terres arables hors périmètres d'irrigation   | 38,1 %      | 250                      |
| Prairies et autres surfaces toujours en herbe | 7,0 %       | 46                       |
| Forêts de feuillus                            | 50,9 %      | 334                      |
| Source : Corine Land Cover                    |             |                          |

## Toponymie
Jusqu'à la fin du XVIIe siècle, la paroisse s'appelait Germainvile (aujourd'hui hameau de Saint-Lambert) dans les archives départementales des Yvelines et de l'ancien département de Seine-et-Oise,. Depuis le IVe siècle, l'église est dédiée à saint Blaise de Veroli ; elle n'est consacrée à saint Lambert qu'en 1538. Pourtant, Ernest Nègre et Hippolyte Cocheris l'attestent sous la forme Sanctus Lambertus dès le XIIIe siècle vers 1205, sans citer leurs sources.
Au cours de la Révolution française, la commune porte provisoirement le nom de Lambert-les-Bois.
L'hagiotoponyme tiendrait son nom de saint Lambert, apôtre de la Belgique.

## Histoire
La vie de Saint-Lambert-des-Bois s’est organisée, dès l’origine, autour de la première chapelle datant du Xe siècle, puis, peu à peu, autour de l’église et du cimetière, lequel conserve les restes des religieuses de Port-Royal des Champs.
Très tôt, Saint-Lambert a été incorporé au duché de Chevreuse. En 1269, les seigneurs de Chevreuse font don à l'Ordre du Temple d'un domaine à la Brosse. Les anciennes propriétés dépendant de la commanderie des templiers (fermes de la Brosse et de Champ Garnier) continuent encore aujourd'hui leurs activités, liées à l’agriculture.
La commune de Saint-Lambert a été fortement marquée par la présence proche du monastère de Port-Royal des Champs, qui fut le haut-lieu du jansénisme du milieu du XVIIe siècle jusqu'à 1709, date de la fermeture du monastère par ordre de Louis XIV. Dès le Moyen Âge, les artisans et paysans du village travaillent pour les religieuses de l’abbaye. Certains des solitaires de Port-Royal avaient des habitations dans la paroisse, comme l'historien Louis-Sébastien Le Nain de Tillemont.
En 1829, le nouveau propriétaire des ruines de Port-Royal, Louis Silvy, créa de petites écoles gratuites dans le village, qui tinrent lieu d'écoles publiques jusqu'en 1975. Elles ont profondément marqué la population locale.

## Politique et administration

### Liste des maires
| Période    | Période  | Identité               | Étiquette | Qualité |
| ---------- | -------- | ---------------------- | --------- | ------- |
| avant 1981 | 1989     | Jacques Guibert        |           |         |
| 1989       | 2014     | Jean-Pierre Le Métayer | SE        |         |
| 2014       | 2020     | Bernard Gueguen        | DVD       |         |
| 2020       | En cours | Olivier Bedouelle      |           |         |

### Communauté de communes
La commune de Saint-Lambert-des-Bois participe à la communauté de communes de la Haute Vallée de Chevreuse (CCHVC).

## Population et société

### Démographie

#### Évolution démographique
L'évolution du nombre d'habitants est connue à travers les recensements de la population effectués dans la commune depuis 1793. Pour les communes de moins de 10 000 habitants, une enquête de recensement portant sur toute la population est réalisée tous les cinq ans, les populations de référence des années intermédiaires étant quant à elles estimées par interpolation ou extrapolation. Pour la commune, le premier recensement exhaustif entrant dans le cadre du nouveau dispositif a été réalisé en 2004.

En 2022, la commune comptait 448 habitants, en évolution de −1,1 % par rapport à 2016 (Yvelines : +2,72 %, France hors Mayotte : +2,11 %).
| 1793 | 1800 | 1806 | 1821 | 1831 | 1836 | 1841 | 1846 | 1851 |
| ---- | ---- | ---- | ---- | ---- | ---- | ---- | ---- | ---- |
| 99   | 250  | 271  | 211  | 246  | 248  | 257  | 247  | 253  |

| 1856 | 1861 | 1866 | 1872 | 1876 | 1881 | 1886 | 1891 | 1896 |
| ---- | ---- | ---- | ---- | ---- | ---- | ---- | ---- | ---- |
| 272  | 225  | 194  | 232  | 251  | 229  | 227  | 271  | 258  |

| 1901 | 1906 | 1911 | 1921 | 1926 | 1931 | 1936 | 1946 | 1954 |
| ---- | ---- | ---- | ---- | ---- | ---- | ---- | ---- | ---- |
| 291  | 272  | 246  | 207  | 209  | 228  | 183  | 192  | 299  |

| 1962 | 1968 | 1975 | 1982 | 1990 | 1999 | 2004 | 2006 | 2009 |
| ---- | ---- | ---- | ---- | ---- | ---- | ---- | ---- | ---- |
| 224  | 198  | 371  | 376  | 382  | 380  | 377  | 375  | 415  |

| 2014 | 2019 | 2022 | - | - | - | - | - | - |
| ---- | ---- | ---- | - | - | - | - | - | - |
| 448  | 447  | 448  | - | - | - | - | - | - |

#### Pyramide des âges
En 2018, le taux de personnes d'un âge inférieur à 30 ans s'élève à 33,7 %, soit en dessous de la moyenne départementale (38 %). À l'inverse, le taux de personnes d'âge supérieur à 60 ans est de 25,1 % la même année, alors qu'il est de 21,7 % au niveau départemental.
En 2018, la commune comptait 230 hommes pour 219 femmes, soit un taux de 51,22 % d'hommes, largement supérieur au taux départemental (48,68 %).
Les pyramides des âges de la commune et du département s'établissent comme suit.
| Hommes | Classe d’âge | Femmes |
| ------ | ------------ | ------ |
| 0,0    | 90 ou +      | 0,5    |
| 6,1    | 75-89 ans    | 7,8    |
| 17,5   | 60-74 ans    | 18,3   |
| 25,3   | 45-59 ans    | 21,6   |
| 15,7   | 30-44 ans    | 19,7   |
| 14,0   | 15-29 ans    | 11,0   |
| 21,4   | 0-14 ans     | 21,1   |

| Hommes | Classe d’âge | Femmes |
| ------ | ------------ | ------ |
| 0,6    | 90 ou +      | 1,4    |
| 6      | 75-89 ans    | 7,8    |
| 13,5   | 60-74 ans    | 14,8   |
| 20,7   | 45-59 ans    | 20,1   |
| 19,6   | 30-44 ans    | 19,9   |
| 18,5   | 15-29 ans    | 16,8   |
| 21,2   | 0-14 ans     | 19,2   |

### Enseignement
Le village de Saint-Lambert-des-Bois compte une école communale accueillant les enfants de maternelle et primaire.

### Manifestations culturelles et festivités
La mairie de Saint-Lambert-des-Bois soutient Calisto-235 et l'organisation du festival Nomade, Musiques en liberté.

### Sports
L'association sportive du village propose des activités et des cours en utilisant les équipements que lui met à disposition la mairie, notamment les courts de tennis.

## Économie

### Eau minérale
La Société Val Saint Lambert exploite la source Saint Lambert en extrayant et embouteillant l'eau d'une nappe phréatique située à 600 mètres de profondeur. Préalablement propriété du groupe Nestlé qui commercialisait l'eau de la source sous la marque Aquarel, la société est depuis 2013 propriété du Groupe Ogeu qui commercialise l'eau sous la marque Chevreuse.

### Autres
Plus de 20 entreprises sont installées à Saint-Lambert-des-Bois[Quand ?][réf. nécessaire].

## Culture locale et patrimoine

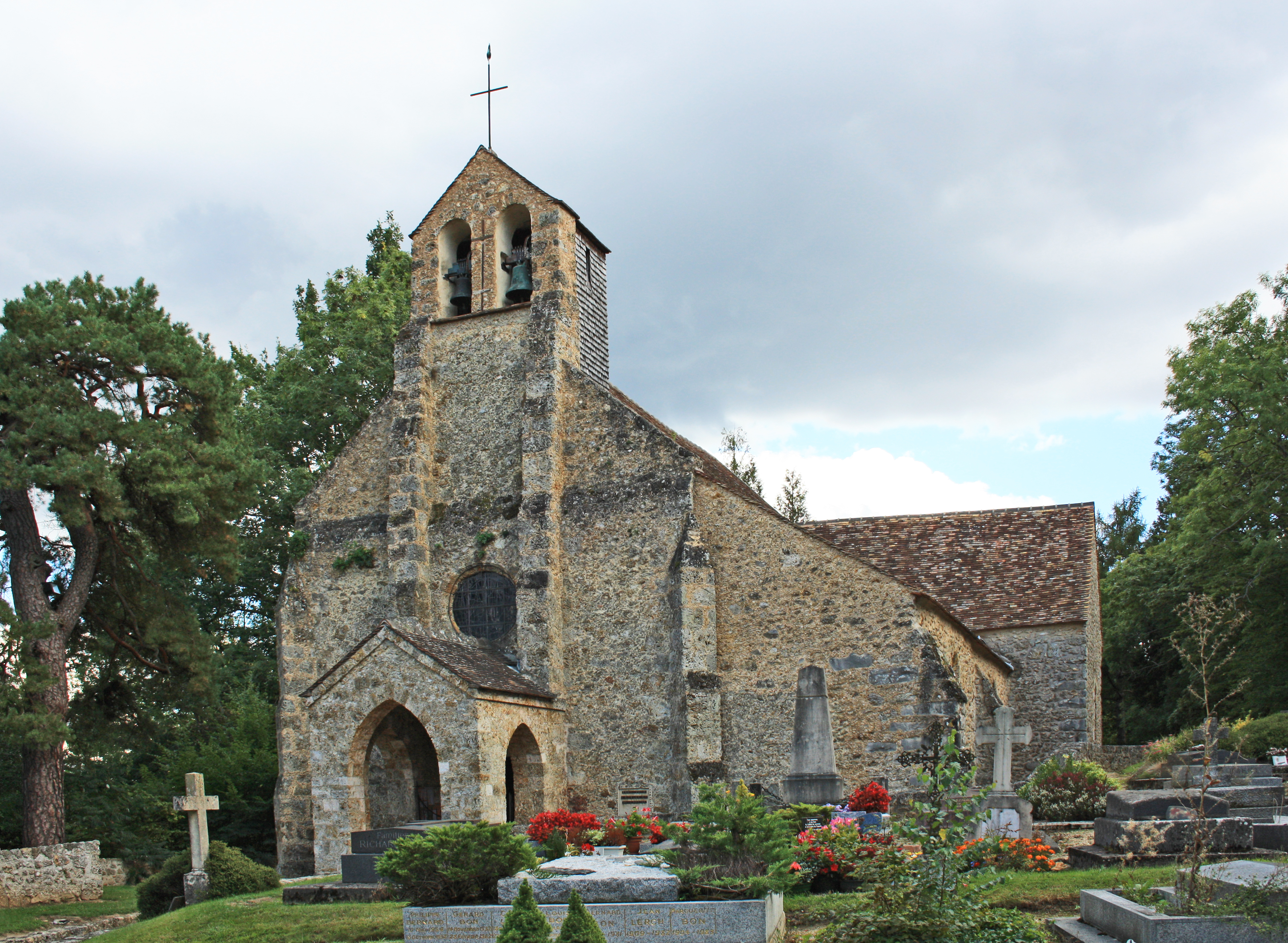
L'église Saint-Lambert-et-Saint-Blaise.

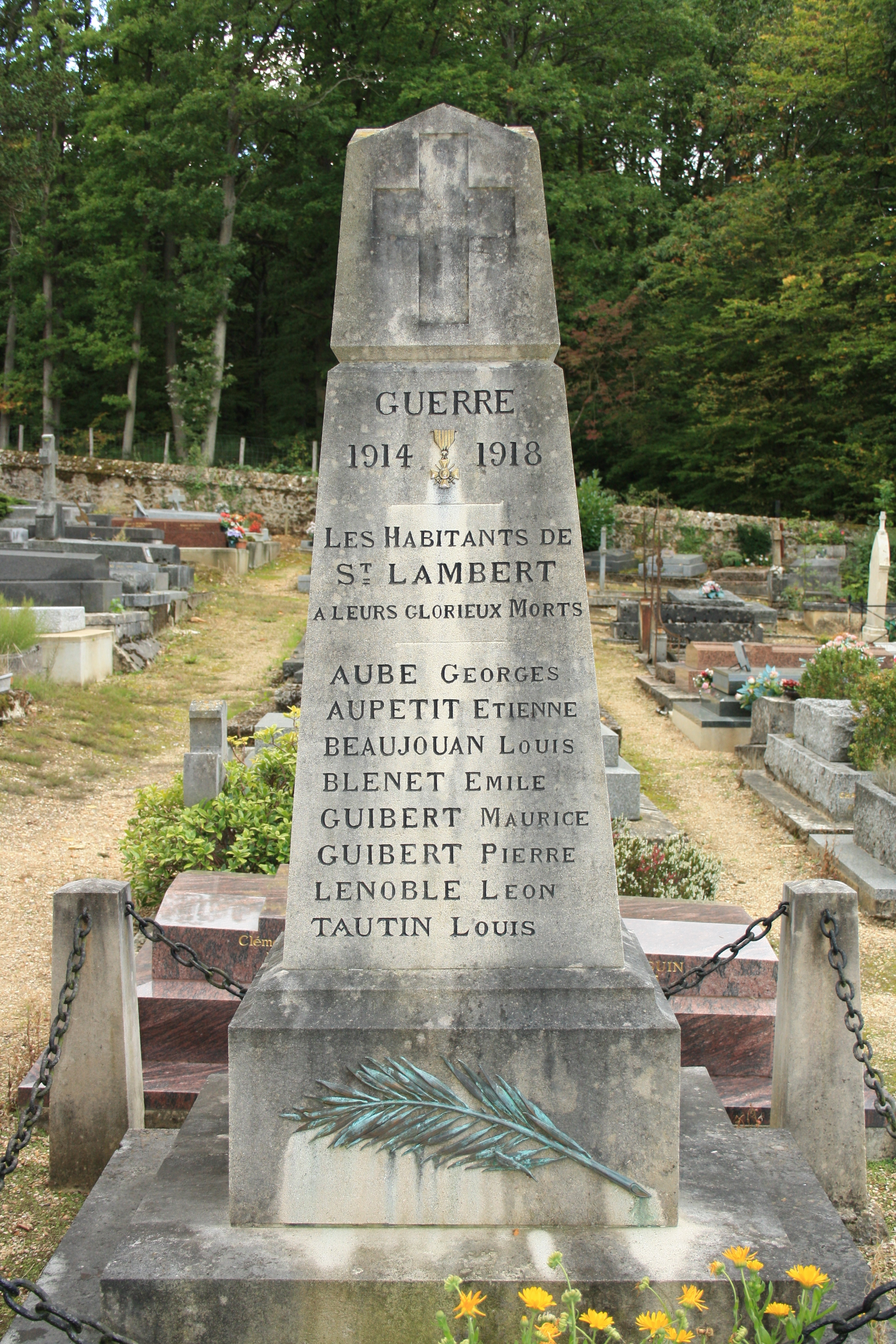
Le monument aux morts.

### Lieux et monuments
- L'église Saint-Lambert-et-Saint-Blaise, édifice du XIIIe siècle, détruit puis reconstruit durant le deuxième quart du XVIe siècle[25].
  - Porche du XIXe siècle.
  - Lanterne des morts détruite après 1952.
  - Vitraux non figuratifs en 1960 par Lorin.
  - Statue de la Vierge, qui y est vénérée depuis le XIVe siècle sous le nom de « Notre-Dame de Vie ». Un pèlerinage pour la défense de la vie y a lieu tous les ans[26].
- Le cimetière de l'église Saint-Lambert :
  - Le monument aux morts.
  - Le « carré de Port-Royal » (mémorial du déplacement des corps du cimetière de l'abbaye de Port-Royal-des-Champs).
  - Au pied du « carré de Port-Royal » : " Ici repose la Dernière Solitaire de Port-Royal "[27].
  - Les tombes des personnages illustres de Saint-Lambert : Louis Silvy, Louise Faure-Favier, le père Demaria…

L'église et le cimetière sont protégés au titre des monuments historiques depuis 1926.
- Le parc de Vaumurier (privé, site classé, à l'état de vestiges), où s'élevait l'ancien château du duc de Luynes.
  - Le château de Vaumurier fut construit en 1651-1652 par le duc Louis-Charles de Luynes sur une terre de l'abbaye de Port-Royal des Champs[28]. Il connaît sa période de gloire durant les années 1652-1660[29]. Le duc de Luynes avait fait construire le château de Vaumurier au moment où sa mère, Marie de Rohan, s'engage dans la Fronde afin de se rapprocher de ses amis de Port-Royal des Champs. Le château servira de refuge à quelques solitaires lors des persécutions. Jean Racine[30], Lemaître de Sacy et Blaise Pascal visitèrent fréquemment ; Claude Lancelot y dirigeait l'éducation du jeune duc de Chevreuse. Le château fut détruit vers 1680. Les seuls vestiges qui demeurent aujourd'hui sont des caves et une fontaine.
- La mairie, construite durant le troisième quart du XIXe siècle par Charles Brouty (maître d'œuvre), monument inscrit à l'inventaire général du patrimoine culturel.
- Le manoir, dit « Maison Silvy », construit durant la seconde moitié du XVIIe siècle. Bien national acheté à la fin du XVIIIe siècle par Louis Silvy, fondateur des écoles chrétiennes de Saint-Lambert qui en fait don à la paroisse en 1829. Monument inscrit à l'inventaire général du patrimoine culturel.
- L'ancien presbytère, situé 15-17 rue de la Mairie, construit durant le dernier quart du XVIIIe siècle. Le premier presbytère de Saint-Lambert était accolé à l'église en 1694. L'édifice actuel a été rénové entre 1788 et 1789 par Le Masson (maître d'œuvre), et sa partie sud a été construite au XIXe siècle, probablement pour l'école des filles. Le cadran solaire portant la date 1635 a été réemployé à cette époque. Monument inscrit à l'inventaire général du patrimoine culturel.
- La ferme des chevaliers de la Commanderie de Belle (privé, site classé, à l'état de vestiges) à la Brosse[31], ayant appartenu aux chevaliers de l'ordre de Malte qui la tenait de l'ordre du temple - chevaliers de la milice du Temple, d'hospitaliers de Saint-Jean-de-Jérusalem. La chapelle Saint-Jacques qui s'y trouvait, fondée au XIIIe siècle, a été démolie en 1820. La voûte du bâtiment date probablement du XVIIe siècle ; la grange et logis du XIXe siècle. Monument inscrit à l'inventaire général du patrimoine culturel.
- Le lavoir.
- Le prieuré Saint-Benoît et sa chapelle, fondés par des moines bénédictins en 1963[32].

### Tableaux
Le peintre Henri Rivière a peint de nombreux tableaux représentant Saint-Lambert-des-Bois :

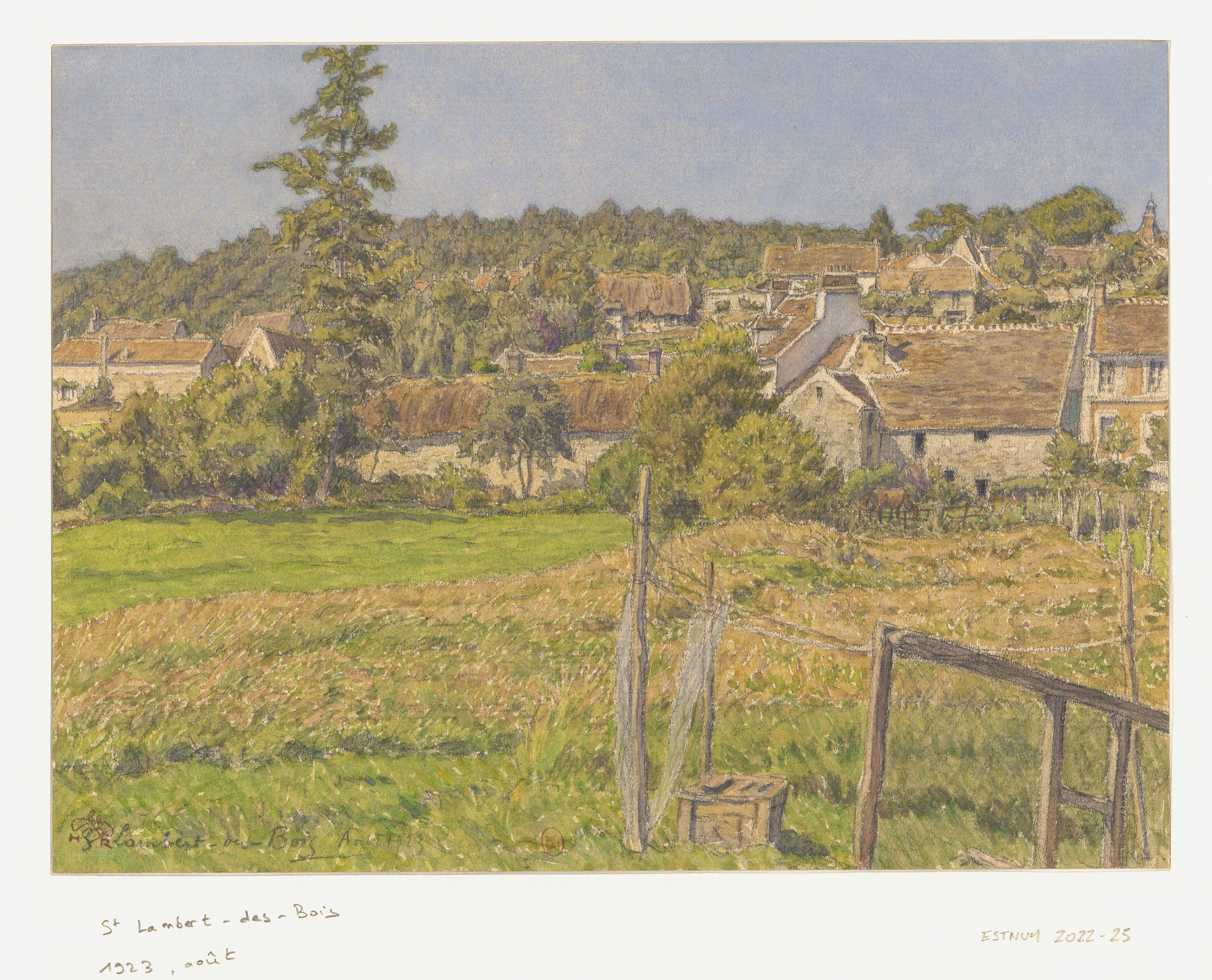
Saint-Lambert-des-Bois (dessin, 1923).
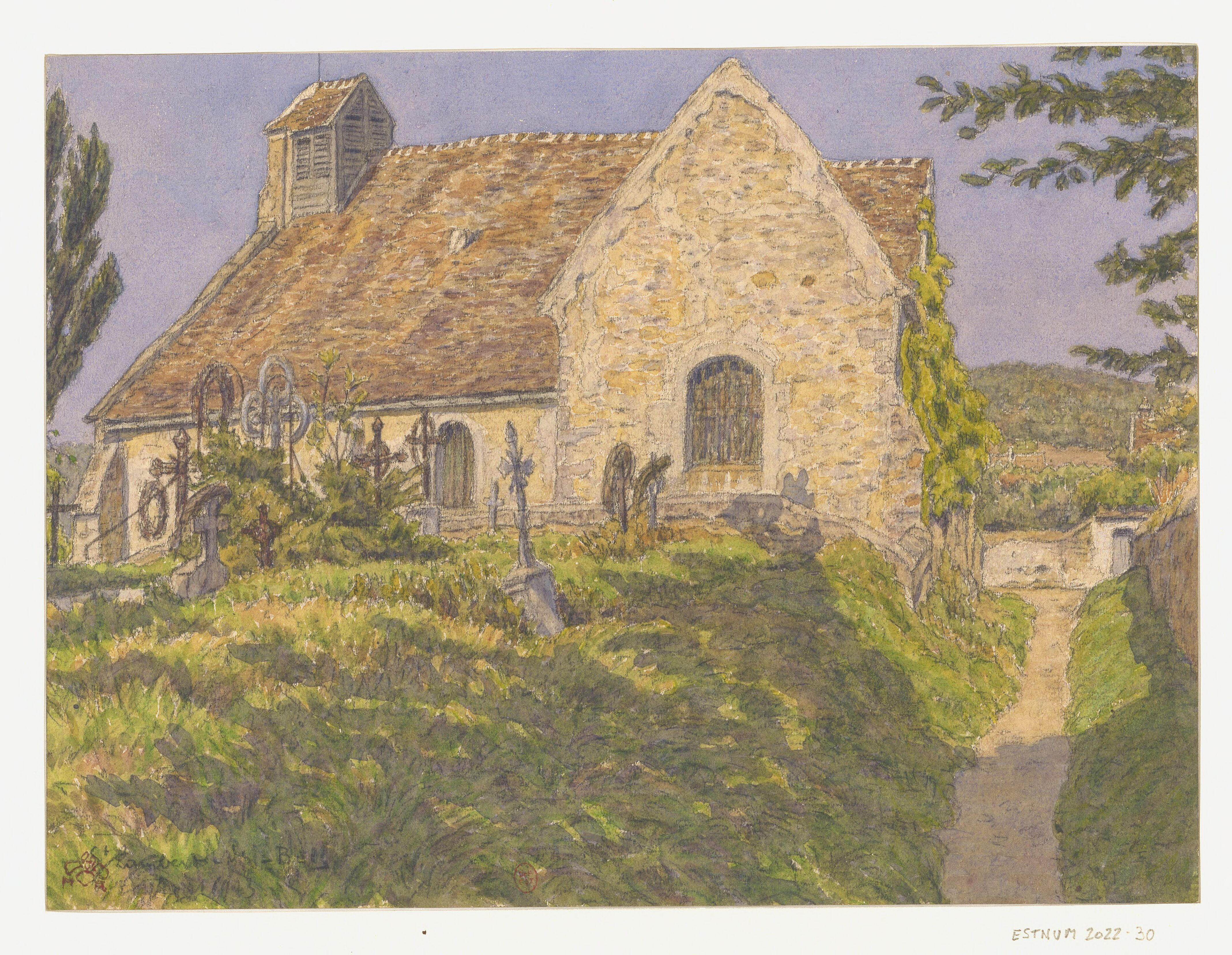
Saint-Lambert-des-Bois (dessin, 1923).
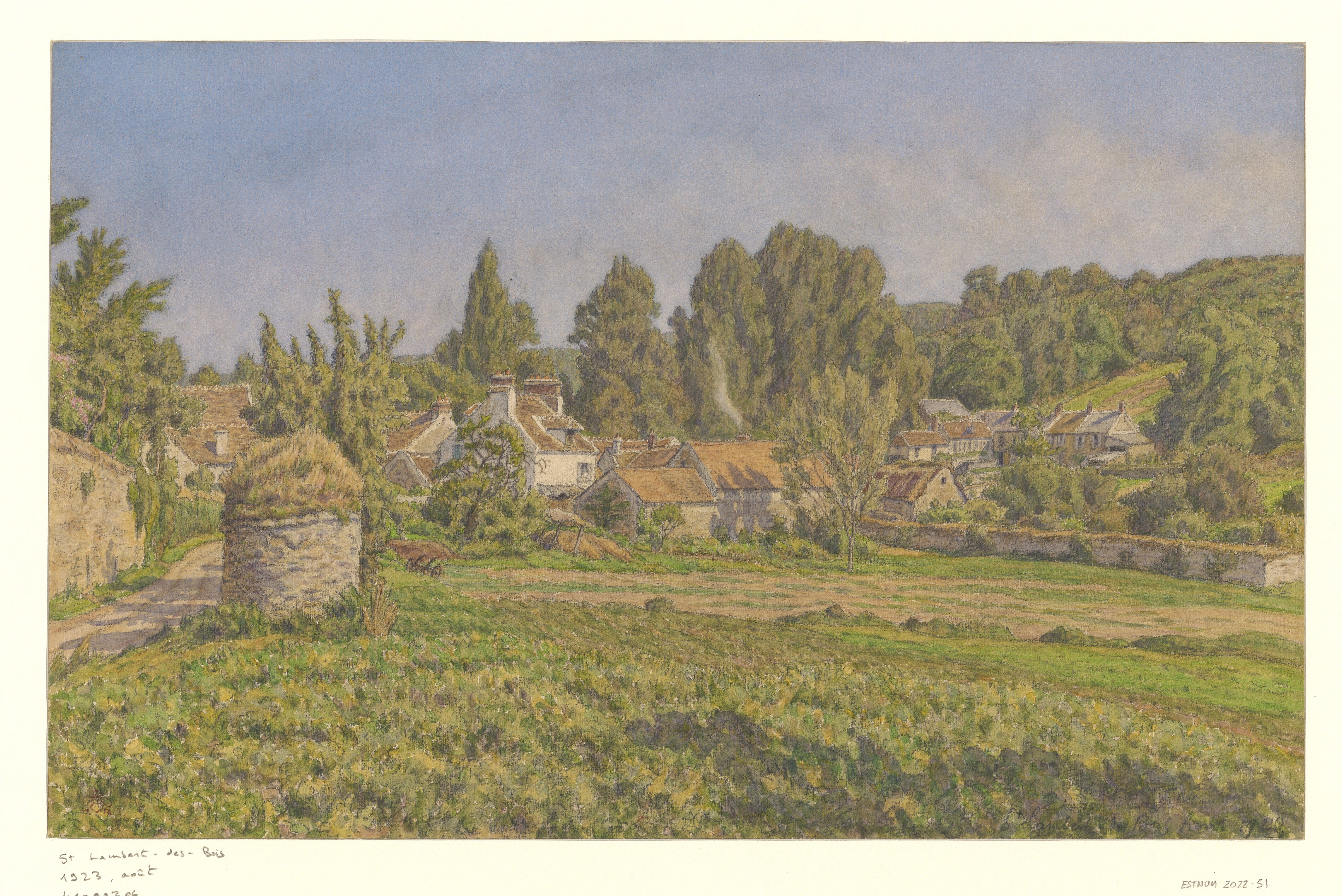
Saint-Lambert-des-Bois (dessin, 1923).
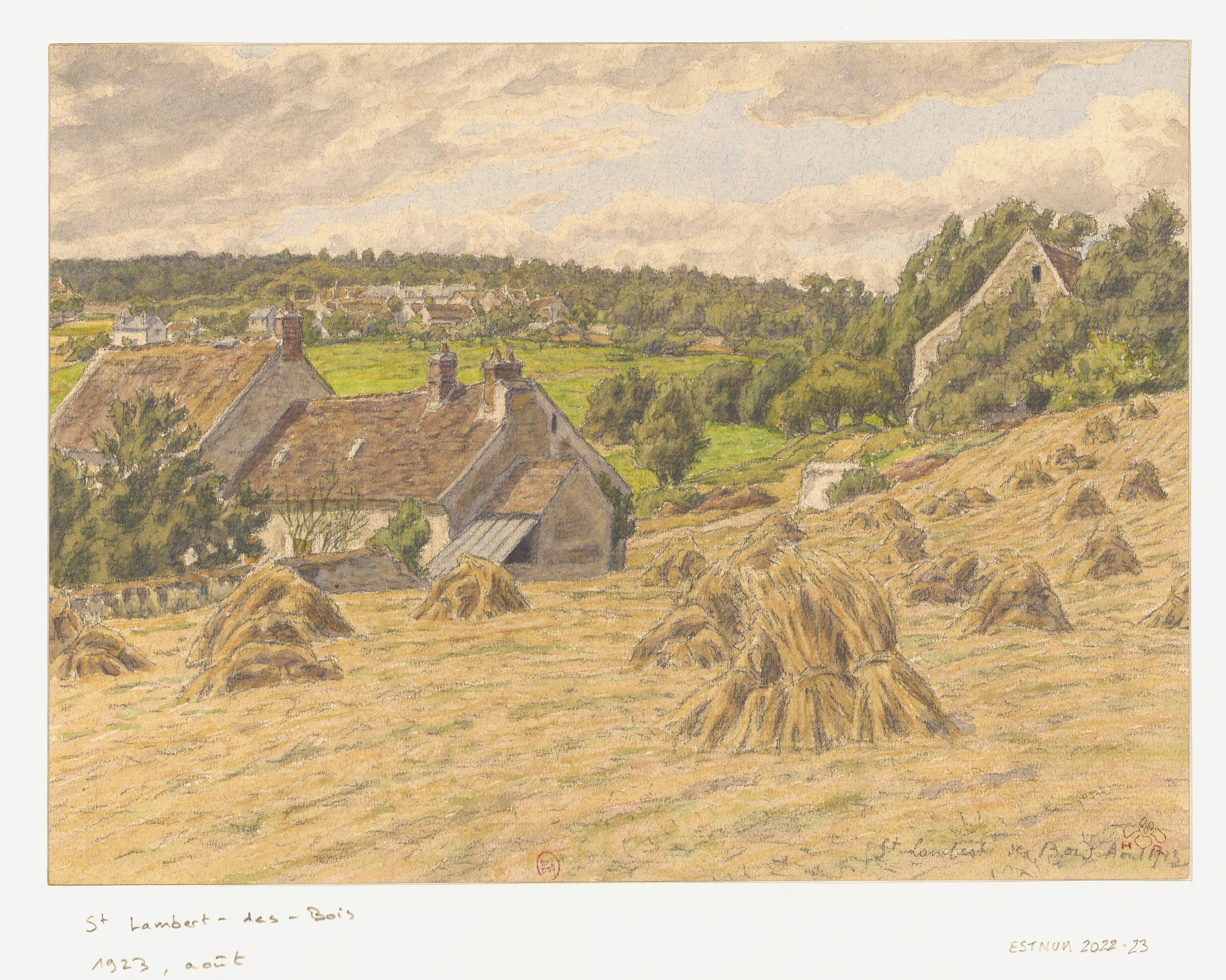
Saint-Lambert-des-Bois (dessin, 1923).
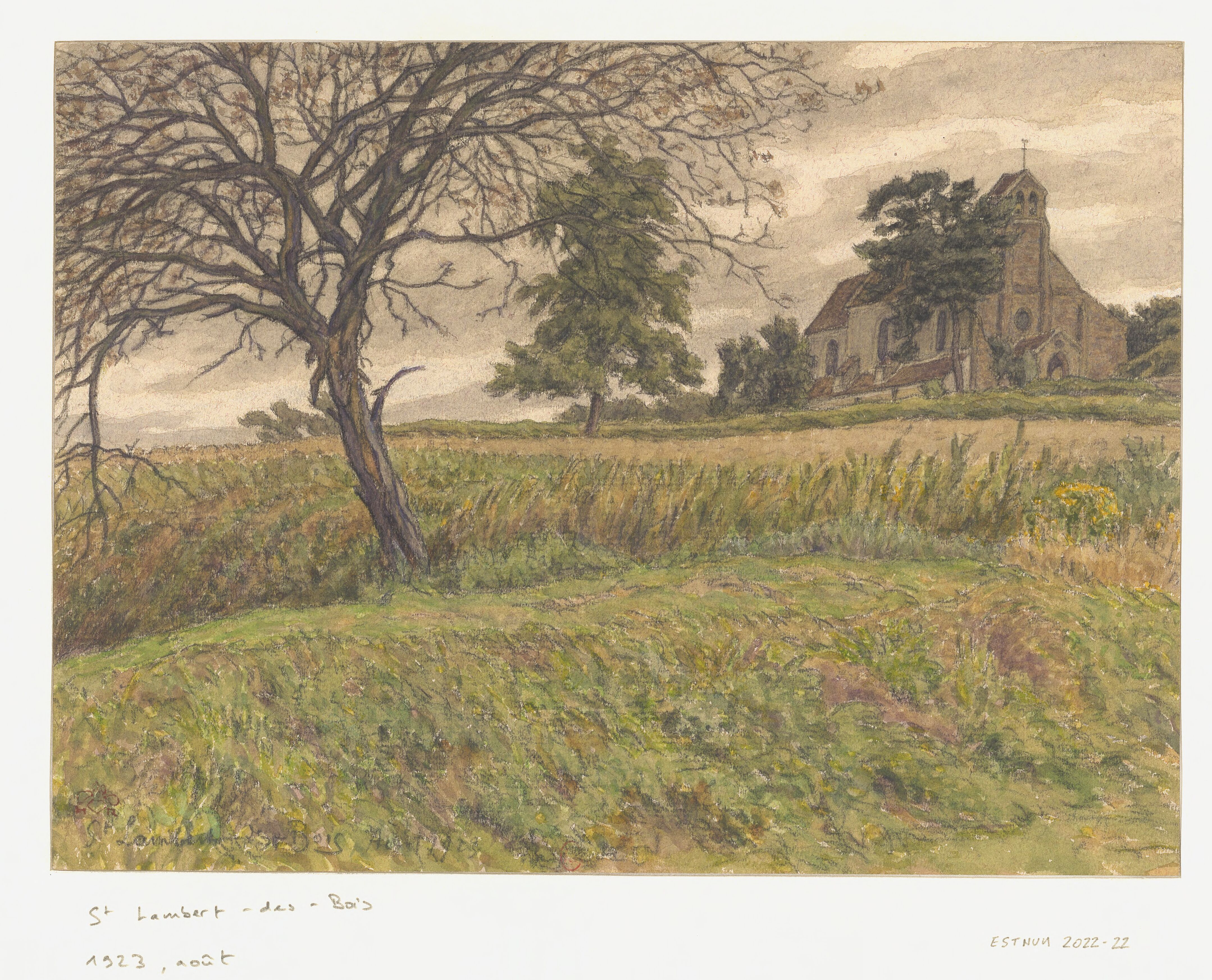
Saint-Lambert-des-Bois (dessin, 1923).
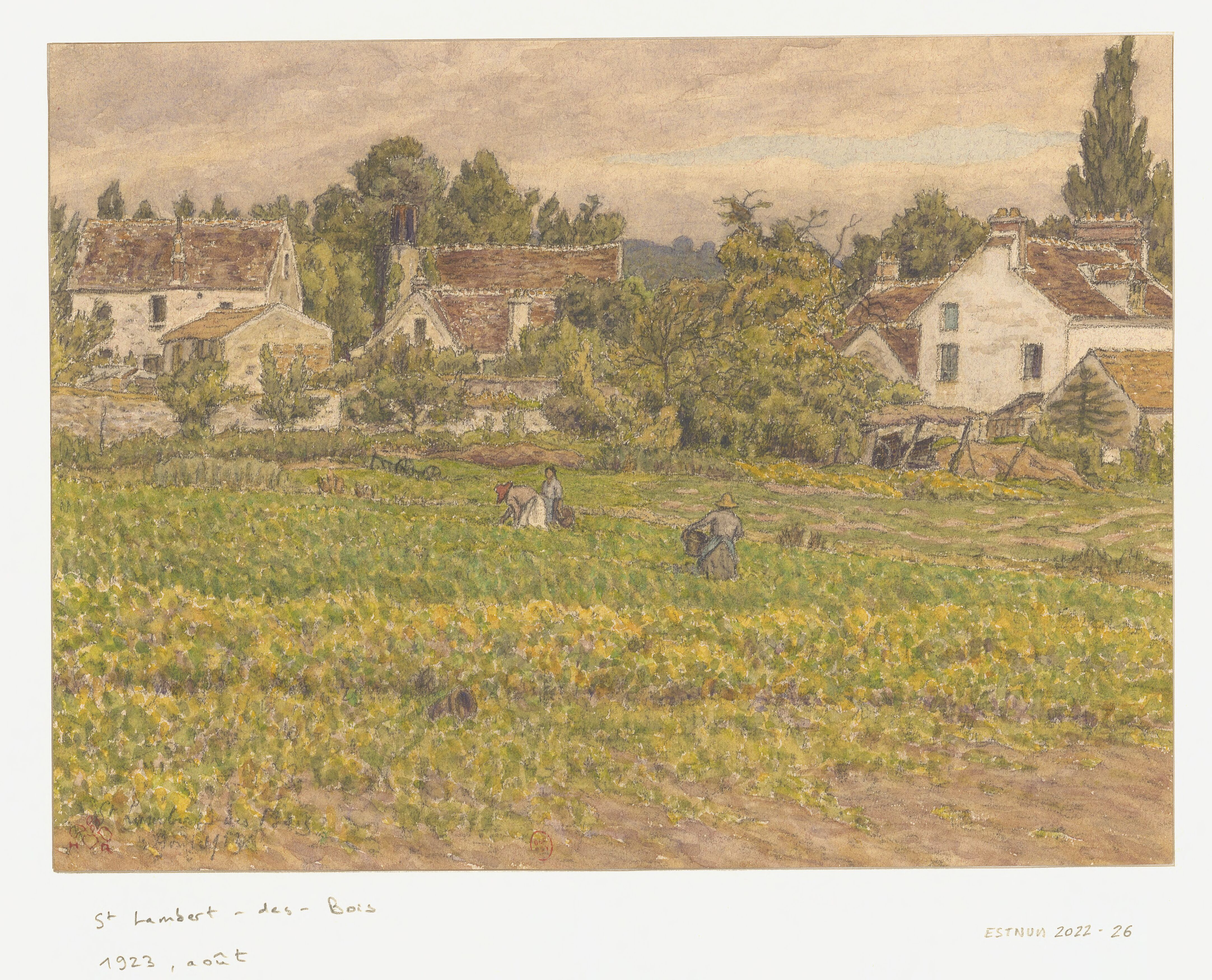
Saint-Lambert-des-Bois (dessin, 1923).
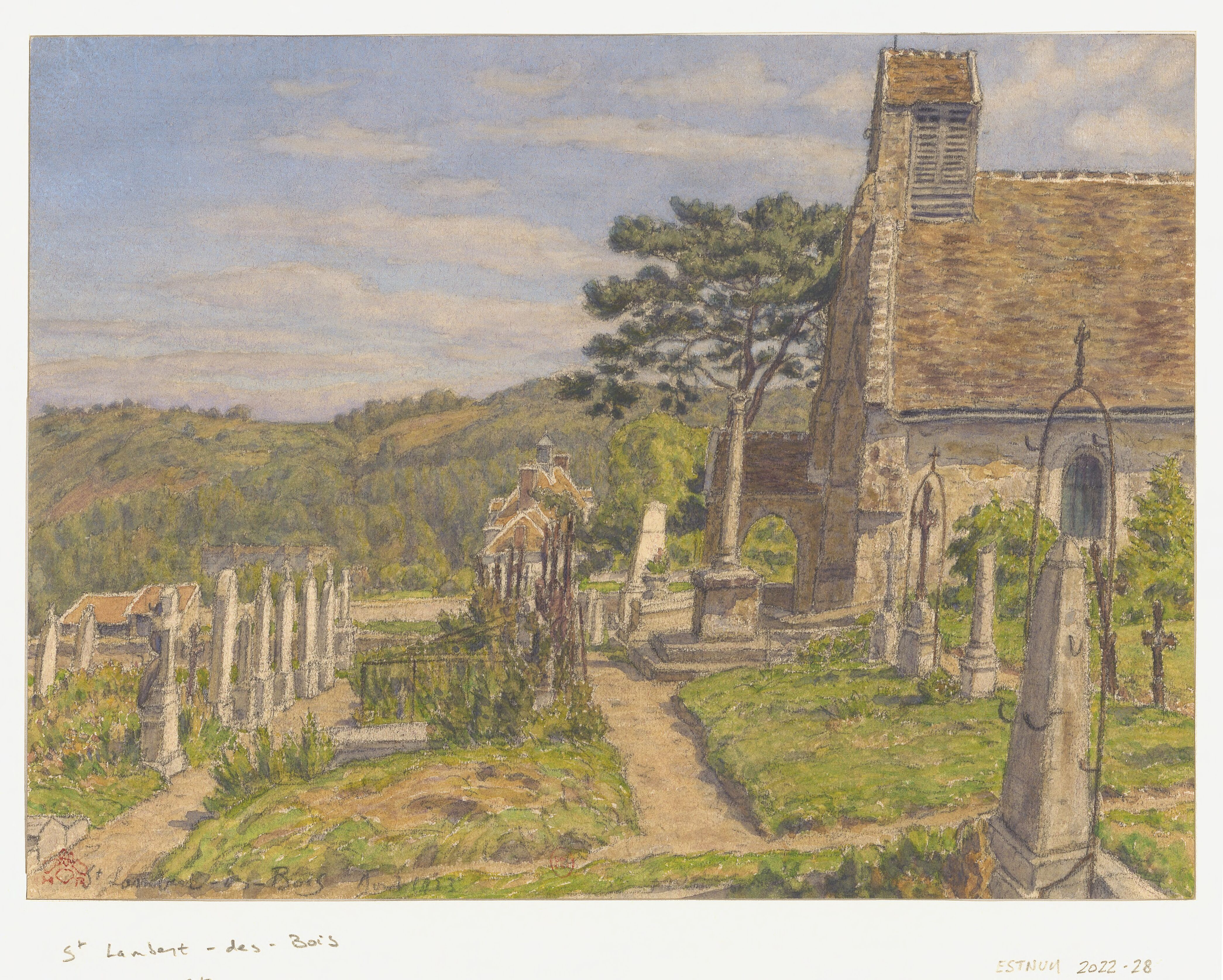
Saint-Lambert-des-Bois (dessin, 1923).
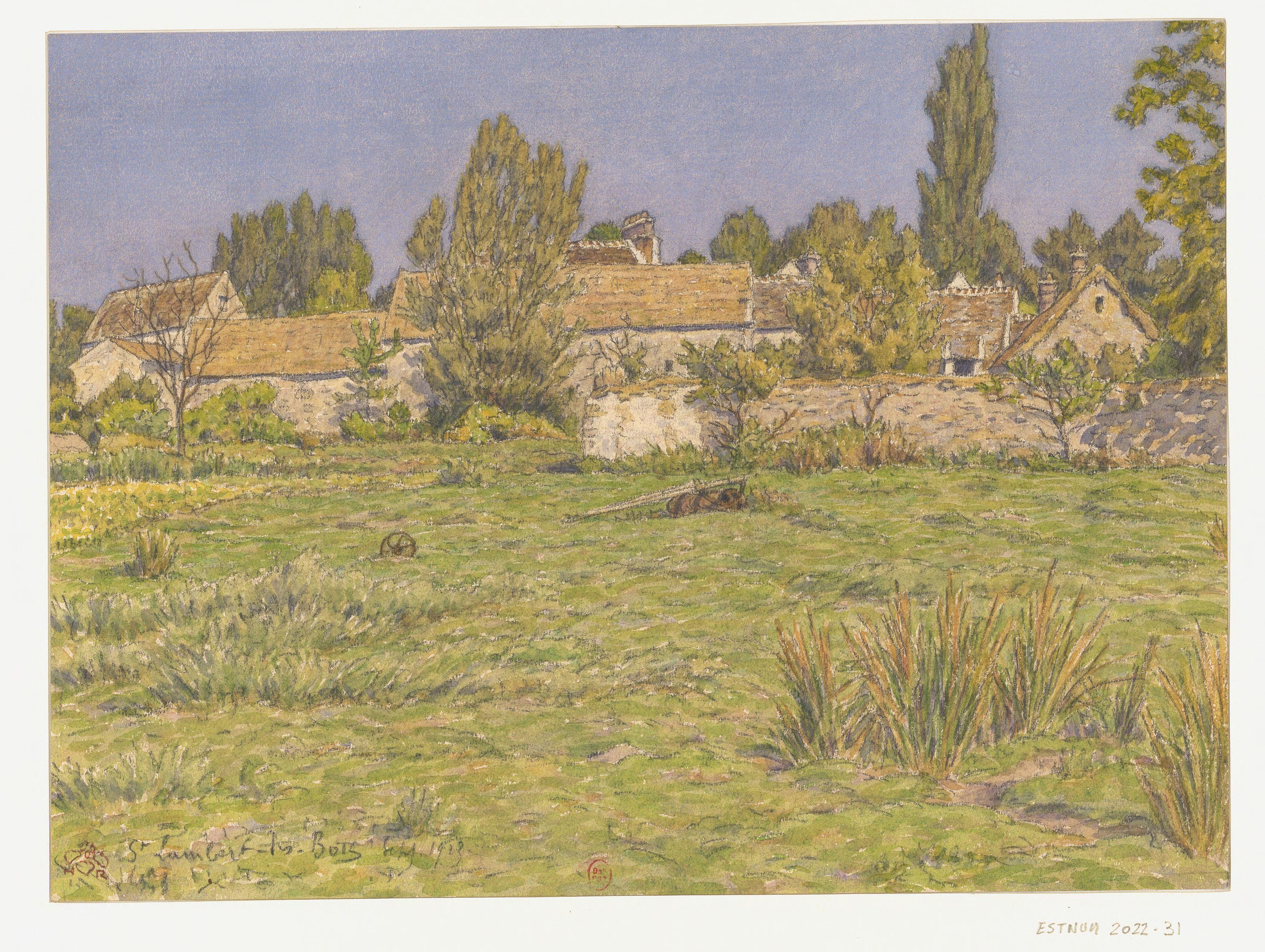
Saint-Lambert-des-Bois (dessin, 1923).
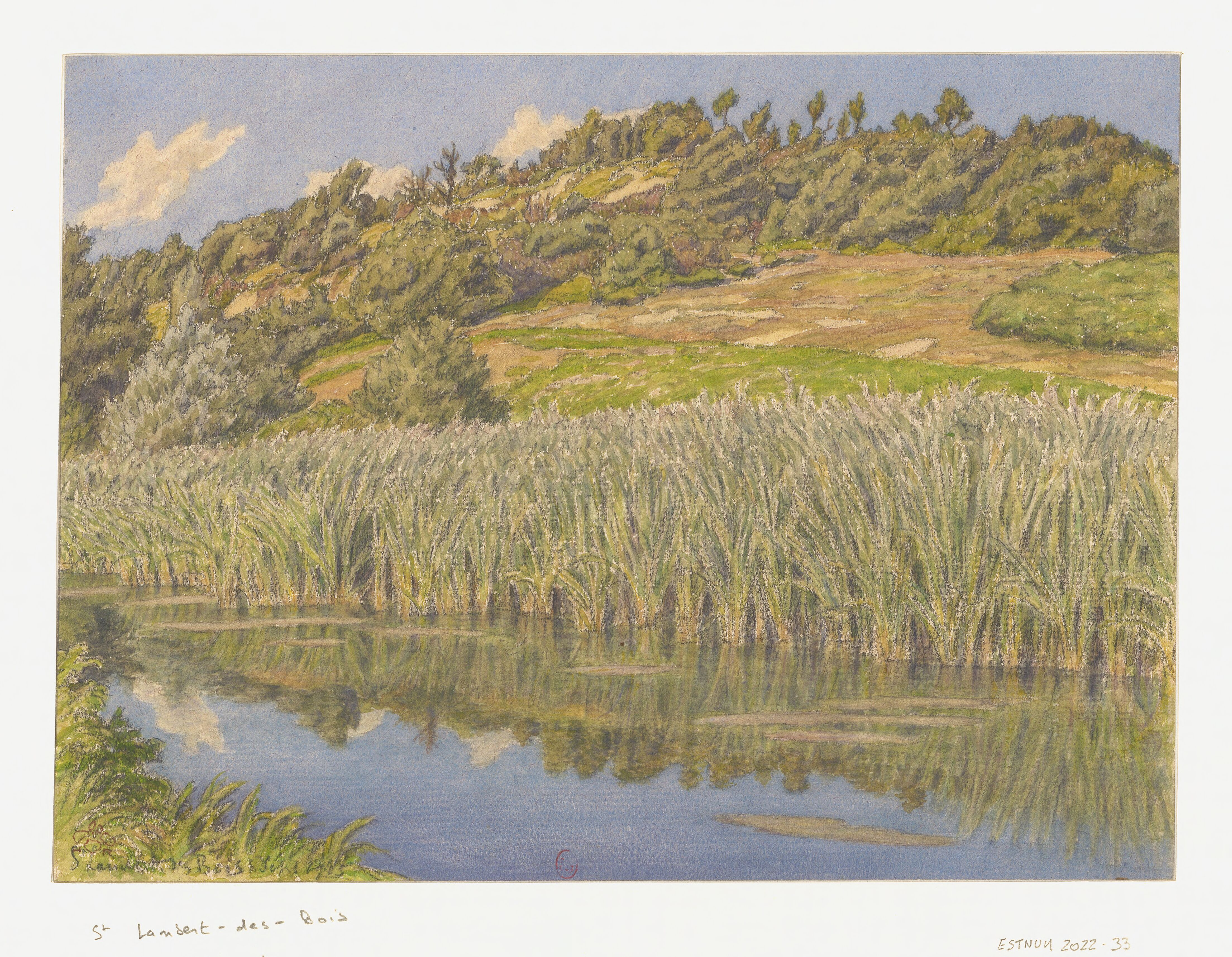
Saint-Lambert-des-Bois (dessin, 1923).

### Personnalités liées à la commune
- Baron Philippe Usquin (1786-1878) : maire de Saint-Lambert, maire-adjoint de Versailles et fils de Philippe-François-Didier Usquin.
- Louis Silvy (1760-1847) : maire de Saint-Lambert de 1827-1831[33].

lambert